# Laurelia novae-zelandiae
Laurelia novae-zelandiae är en tvåhjärtbladig växtart som beskrevs av Allan Cunningham. Laurelia novae-zelandiae ingår i släktet Laurelia och familjen Atherospermataceae. Inga underarter finns listade i Catalogue of Life.